# Блокада Бијафре
Блокада Бијафре од стране нигеријске савезне владе током грађанског рата у Нигерији (1967–1970) резултовала је глађу која је на крају коштала најмање милион живота и завршила се капитулацијом сецесионистичке државе Бијафра.
Блокада и хуманитарна криза која је уследила подстакли су мобилизацију широм света и распрострањену дебату о концепту геноцида. То је такође подстакло распрострањену дебату о томе да ли је било прикладно описати догађаје који су се десили у Бијафри као геноцид. На крају, то је допринело реформи закона о блокади ради заштите цивила и забрани гладовања као метода ратовања у амандманима на Женевске конвенције из 1977. године.

## Позадина
После нигеријског противудара 1966. године, широм северне Нигерије избили су погроми против Игбоа, у којима је погинуло на хиљаде Игбоа. Чуквуемека Одумегву Оџукву је прогласио независност Бијафре у областима Нигерије насељеним Игбоима 1967. године, а савезна влада предвођена Јакубуом Говоном покренула је рат против сецесионистичког ентитета.

## Блокада
Током првих недеља рата, нигеријска влада је одлучила да уведе блокаду Бијафре. Требало је да буде прекинут приступ сецесионистичкој републици путем девизних трансакција, поште и телекомуникација, као и свим морским лукама и аеродромима. У почетку је било нејасно да ли ће блокада обале од 320 км бити ефикасна са бродовима који су на располагању нигеријској морнарици и да ли ће нигеријско ваздухопловство моћи да блокира ваздушне путеве. Ипак, блокада је била ефикасна и одржавана наредне две и по године. Нигеријска влада се ослањала на међународно право да би спровела блокаду, пошто у то време гладовање као ратна тактика није било забрањено и све неутралне земље су биле обавезне да се придржавају најављене блокаде. Нигеријска влада је запретила реакцијама против земаља које су занемариле блокаду и склопиле споразум са Камеруном да опструишу копнену границу Бијафре. Неки шверцери су покушали да блокирају, али је нигеријска морнарица уништила два брода.
Блокадом је била забрањена достава хране, лекова и других залиха потребних цивилима. Нигеријски савезни лидери ометали су пролаз залиха помоћи и изјавили да је гладовање била намерна ратна тактика, иако су такође одбацили извештаје о епидемији глади као бијафранску пропаганду.
У рату је све поштено, а глад је једно од оружја рата. Не видим зашто бисмо своје непријатеље хранили масно, само да би се јаче борили против нас.
— Обафеми Аволово, потпредседник Савезног извршног већа и комесар за финансије
Желим да не видим Црвени крст, Каритас, Светски савет цркава, папу, мисионара и делегацију УН. Желим да спречим чак и једног Ибоа да поједе макар једну ствар пре капитулације.

— Бригадир Бенџамин Адекунле
Влада Бијафре је одбацила летове помоћи током дана и предложени коридор помоћи. Бијафрански вођа Оџукву је тврдио да би ови путеви омогућили нигеријској влади да трује Бијафранце и омогући бомбардовање Бијафре. Међутим, други разлог је био очување тајних рута са којих је Бијафра наставила да увози оружје и муницију. Процењује се да је милион или више људи умрло од последица блокаде. Већина ратних жртава били су цивили а посебице деца, која су била посебно подложна неухрањености.
Још једна последица блокаде био је пораст криминала у Бијафри, посебно насилног вађења хране од цивила од стране недовољно ухрањених војника у војсци Бијафре.

## Међународне реакције
Бијафра је привукла велику међународну пажњу од средине 1968. године, када су слике изгладнеле деце из Бијафре почеле да се појављују у међународној штампи. Бијафранска пропаганда је упоређивала судбину Игбоа са Јеврејима, а блокаду Бијафре са холокаустом. У почетку, међународно јавно мнење је саосећало са Бијафранима, али се променило након што је Уједињено Краљевство послало мисију за утврђивање чињеница у Нигерију која је известила да се геноцид није догодио. Неки научници који су у почетку веровали да је у Бијафри дошло до геноцида, као што је Роберт Мелсон, променили су своје мишљење након што су схватили да нигеријска влада није планирала да побије све Игбое и зато што су разлози за њихову смрт били политички, а не расни.
Највећа организација у Сједињеним Државама која је настала као реакција на рат у Бијафри био је Амерички комитет за одржавање Бијафре у животу. У Западној Немачкој рат је резултовао мобилизацијом без преседана, а прикупљени износ од 70 милиона марака премашио је претходно прикупљен за било коју хуманитарну сврху. Неке хуманитарне организације, укључујући МКЦК, деловале су само уз дозволу обе зараћене стране, ограничавајући напоре за пружање помоћи.
Напори помоћи су прекинути у јуну 1969. када су нигеријске владине снаге обориле авион шведског Црвеног крста.

## Наслеђе
Убрзо након што се грађански рат завршио 1970. године, он је углавном заборављен изван Нигерије и није много спомињан у области студија геноцида. МКЦК је признао да је неуспех његових напора за пружање помоћи делимично последица закона о блокади који су усвојиле западне силе, и повећао је своје напоре да обезбеди чвршћу правну заштиту за цивиле. Према Протоколу 2 из 1977. године, „објекти неопходни за опстанак цивилног становништва“ су заштићени и напади на њих су забрањени.
У Нигерији, блокада и њене жртве су игнорисане у званичним комеморацијама и школским програмима. 2021. године, председник Нигерије Мухамаду Бухари објавио је твитове алудирајући на рат, који су избрисани због промовисања насиља; Твитер је убрзѕо након тога забрањен у Нигерији.
Кохортне студије сугеришу да је глад имала дугорочни утицај на здравље преживелих.